# Nemeskisfalud
Nemeskisfalud község Somogy vármegyében, a Marcali járásban.

## Fekvése
A vármegye nyugati részén helyezkedik el. Mindössze három települési szomszédja van: észak felől Szenyér, dél felől Böhönye, északnyugat felől pedig Tapsony.
Zsáktelepülés, közúton csak a 68-as főútról leágazó 68 106-os számú mellékúton közelíthető meg.

## Története
A település nevét először 1331-ben említette egy oklevél, de az ezt követő 200 éves időszak története ismeretlen. Csak a 16. századból származik a következő írásos dokumentum a faluról, ekkor Könczöl Mihály és Somogyi István birtokolták. 1627-ben már címere és zászlója is volt. A 20. század elején a 82 házzal rendelkező falu a böhönyei körjegyzőséghez tartozott. Az első világháborúnak 12 helyi hősi halottja volt. Az 1959-ben alakult termelőszövetkezet hamarosan a szenyéri, 1970-ben pedig a tapsonyi tsz-szel egyesült.

## Közélete

### Polgármesterei
- 1990–1994: Bakos Józsefné (független)[4]
- 1994–1998: Bakos Józsefné Madarász Margit (független)[5]
- 1998–2002: Bakos Józsefné (független)[6]
- 2003–2006: Vida Ferenc (független)[7]
- 2006–2010: Vida Ferenc (független)[8]
- 2010–2014: Vida Ferenc (független)[9]
- 2014–2017: Dr. Molnár Zoltán László (független)[10]
- 2018–2019: Zenger Zsolt (független)[11][12]
- 2019–2024: Zenger Zsolt (Fidesz-KDNP)[13]
- 2024– : Zenger Zsolt (Fidesz-KDNP)[1]

A településen a 2002. október 20-án megtartott önkormányzati választás után, a polgármester-választás tekintetében nem lehetett eredményt hirdetni, szavazategyenlőség miatt. Aznap az 54 szavazásra jogosult lakos közül 45 fő járult az urnákhoz, érvénytelen szavazatot senki nem adott le, de az érvényes szavazatok közül 16-16 esett a négy független jelölt közül a hivatalban lévő polgármesterre, Bakos Józsefnére és egyik kihívójára, Ferlindis Istvánra. Az emiatt szükségessé vált időközi polgármester-választást 2003. április 27-én tartották meg, ekkor viszont a legtöbb szavazatot az ősszel még harmadik helyezett jelölt kapta meg.
2018. január 21-én ismét időközi polgármester-választást (és képviselő-testületi választást) kellett tartani a községben, az előző képviselő-testület önfeloszlatása miatt. A választáson a hivatalban lévő polgármester nem indult el.

## Népesség
A település népességének változása:
| Lakosok száma | 146  | 160  | 179  | 164  | 143  | 133  | 137  |
|               | 2013 | 2014 | 2015 | 2021 | 2022 | 2023 | 2024 |

A 2011-es népszámlálás során a lakosok 100%-a magyarnak, 11,3% cigánynak mondta magát (a kettős identitások miatt a végösszeg nagyobb lehet 100%-nál). A vallási megoszlás a következő volt: római katolikus 37,9%, református 12,9%, evangélikus 1,6%, görögkatolikus 0,8%, felekezet nélküli 3,2% (43,5% nem nyilatkozott).
2022-ben a lakosság 88,8%-a vallotta magát magyarnak, 8,4% cigánynak, 3,5% németnek, 0,7% egyéb, nem hazai nemzetiségűnek (8,4% nem nyilatkozott; a kettős identitások miatt a végösszeg nagyobb lehet 100%-nál). Vallásuk szerint 20,3% volt római katolikus, 3,5% református, 0,7% evangélikus, 6,3% felekezeten kívüli (69,2% nem válaszolt).

## Nevezetességei
Nemeskisfalud református temploma a 19. században épült, műemléki védelem alatt áll.

## Híres emberek
- Itt született Madarász József (1814–1915) politikus, országgyűlési képviselő.